# Јосиф Даниловац
Јосиф Даниловац, (понекад Јосип, понекад Даниловић, Беч, 22. новембар 1877. — Беч, 20. новембар 1945.) био је српски сликар, графичар и карикатуриста.  

## Биографија
Јосиф Даниловац је студирао на Ликовној академији у Бечу. Ментори су му били професори Зигмунд Л'Алеман на сликарству и Вилијам Унгер на графици. Даниловац је сликао портрете и фолклорне сцене из Јужне Србије и са Косова. У графикама приказује живот радника на железници и у фабрикама. Карикатуре је од 1908. објављивао у бечком сатиричном недељнику Die Muskete. До 1914. био је наставник цртања на Уметничко-занатској школи у Београду. Учествовао је на Југословенским изложбама (1904, 1906, 1908), на Светској изложби у Лијежу (1905), Балканској изложби у Лондону (1907) и на Другој изложби Ладе (1909).
Често је одлазио до Трста и цртао луку и бродове. Највећу популарност постигао је радећи насловне стране железничких каталога Märklin 1929--1939/40. Чувени филмски режисер Фриц Ланг ангажовао га је 1929. као уметничког консултанта приликом снимања филма Жена на месецу.
Био је запажен као карикатуриста крајем XIX и почетком XX в. у Врачу погађачу Симе Лукина Лазића. Почетком 20-их сарађивао је у дечјем листу Наша деца Јелене и Ивана Зрнића. Поред логотипа, илустрација и неколико краћих стрипова, урадио је и један дужи стрип, Путовање око света, према тексту који је написао песник Исаије Митровић.
Након немачког анектирања Аустрије, заједно са супругом, због њеног јеврејског порекла, био је изложен прогону нацистичких власти. Пошто му је у новембру 1938. забрањен рад, повукао се из јавности. После смрти додељено му је почасно место на гробљу Деблингер, а 1955. по њему је названа једна улица у Бечу.

## Галерија илустрација и слика Јосифа Даниловца
- "Божији мир" (Gottesfriede), илустрација, 1908.
- Карикатура Франца Вацика у Аустријским илустрованим новинама (Österreichs Illustrierter Zeitung), 1908.
- Карикатура Франца Вацика у часопису Мускета, 1910.
- "Посета пријатељице" (Besuch der Freundin), уље на плочи, 1921.
- "Макарска током јаке буре" (Makarska bei Starker Bora), акварел, 1922.
- "Филаделфија" (Philadelphia), илустрација, 1925.
- "Виндобона", илустрација, 1925.
- "Schnellzuglokomotive der BBÖ-Reihe 113", слика из 1925.
- "Пуним гасом! Каталог аутомобила" (Mit Vollgas! Ein Bilderbuch vom Auto), илустрација, 1929.
- Насловна страница Мерклин каталога, 1932.
- "Два духа" (Zwei Gespenster), цртеж оловком, 1932.
- "Посета" (Der Besuch), уље на плочи, 1934.
- Илустрација "Улица" (Straße) објављена у часопису Мускета.